# THE SUN STUDIO EDITION
『THE SUN STUDIO EDITION』（ザ サン スタジオ エディション）は、2005年12月7日に、Daisy Musicから発売された佐野元春のミニ・アルバム。

## 概要
本作は、前作『THE SUN』収録曲の3曲のコンプリート・ヴァージョン、2曲の未発表曲、1曲のInstrumentalの全6曲を収録。
同年8月17日に、iTunes Music Storeでダウンロードで先行発売され、2001年に発生したアメリカ同時多発テロ事件をテーマにした「光」は、事件直後にWEBで無料配布した曲の完全版が今回収録された。

## 収録曲
| 全作詞・作曲・編曲: 佐野元春。 |                                        |          |            |      |
| #                              | タイトル                               | 作詞     | 作曲・編曲 | 時間 |
| 1.                             | 「最後の1ピース」(complete version)    | 佐野元春 | 佐野元春   | 5:56 |
| 2.                             | 「恵みの雨」(complete version)         | 佐野元春 | 佐野元春   | 4:37 |
| 3.                             | 「観覧車の夜」(complete version)       | 佐野元春 | 佐野元春   | 5:28 |
| 4.                             | 「光」(final version)                  | 佐野元春 | 佐野元春   | 3:06 |
| 5.                             | 「タンポポを摘んで」(unreleased track) | 佐野元春 | 佐野元春   | 3:28 |
| 6.                             | 「光」(instrumental version)           | 佐野元春 | 佐野元春   | 3:06 |
| 合計時間:                      | 合計時間:                              | 25:41    |            |      |